# Domenico di Giovanni
Ne doit pas être confondu avec Domenico da Corella.
Domenico di Giovanni dit Il Burchiello (littéralement : la petite barque) (né en 1404 à Florence, en Toscane - mort en 1449 à Rome) était un barbier florentin et un poète populaire italien du début du Quattrocento (XVe siècle) au parler coloré et savoureux, qui se rendit célèbre par le langage absurde et paradoxal qu'il utilisait dans ses sonnets, à tel point qu'on parlera, à propos de sa poésie, de poésie « alla burchia » ou « burchiesque. »

## Biographie
Domenico di Giovanni était issu d'une famille humble. Son père appartenait à la corporation des legnaiolo, une corporation mineure qui regroupait les artisans spécialistes de la fabrication et du montage des échafaudages pour la construction des bâtiments, qui ne manquaient certes pas de travail en cette période de fort développement de l'architecture. Sa mère était fileuse et fabriquait des langes (pannolini).
Domenico était coiffeur de profession, et inscrit à la Corporazione dei Medici e degli Speziali (Corporation des médecins et spécialistes), comme Dante Alighieri. Il tenait une échoppe de barbier dans la Via Calimala à Florence, qui devint un lieu de réunion pour les intellectuels et les littérateurs de la capitale toscane pendant les années 1420 et 1430. Poète populaire, il est considéré comme le chef de file du mouvement qui s'était fait jour, à partir de la fin du Trecento, en réaction contre la poésie traditionnelle, encore très fortement influencée par le pétrarquisme, qui était entre les mains d'une multitude de versificateurs, pour la plupart médiocres et conventionnels, faisant commerce de leurs vers.
Cette « poésie populaire » (càntari, serventesi, frottole, strambotti, etc.), dont les rimes résonnaient dans les rues de toute la Toscane, va progressivement s'intégrer dans la littérature « sérieuse », apportant ses idées nouvelles, ses images, une coloration linguistique et un rythme qui donnèrent un nouvel élan  et renouvelèrent une poésie italienne qui avait tendance à se scléroser, depuis la disparition des trois grands fondateurs, Dante (1266-1321), Pétrarque (1304-1374) et  Boccace (1313-1375).
Il est considéré par Giovanni Lista comme le premier précurseur du dadaïsme.

## Œuvres
La première édition datée des œuvres du Burchiello parut à Florence le 3 octobre 1475, sous le titre Incomenciano li sonetti del Burchiello fiorentino faceto et eloquente in dire cancione e sonetti sfogiati. De nombreuses éditions furent publiées par la suite dès 1477, notamment à Venise en 1485 et 1492, et pendant tout le XVIe siècle.